# Schloss Richmond

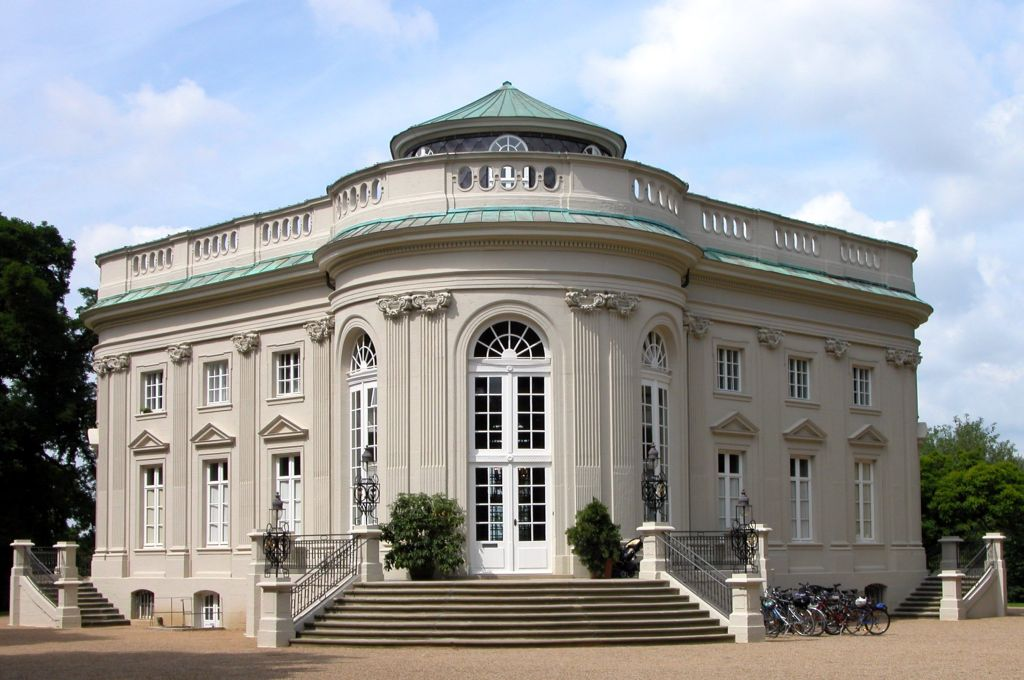
Schloss Richmond

Schloss Richmond (englische Aussprache: ˈɹɪtʃmənd) wurde von 1768 bis 1769 für die Prinzessin und spätere Herzogin Augusta, die Ehefrau Karl Wilhelm Ferdinands, im Süden der Stadt Braunschweig errichtet. Baumeister war Carl Christoph Fleischer.

## Name und Aussprache
Das Schloss erhielt seinen Namen in Erinnerung an die englische Heimat der Prinzessin, Richmond Park an der Themse. Über die Aussprache in Braunschweig berichtet Karl Steinacker noch 1925: Vom Schloss Richmond an der Themse […] hat […] dieses braunschweigische, bei uns übrigens bisher, der Sitte seiner Entstehungszeit gemäß, stets französisch ausgesprochene Schlößchen, seinen Namen erhalten.

## Architektur

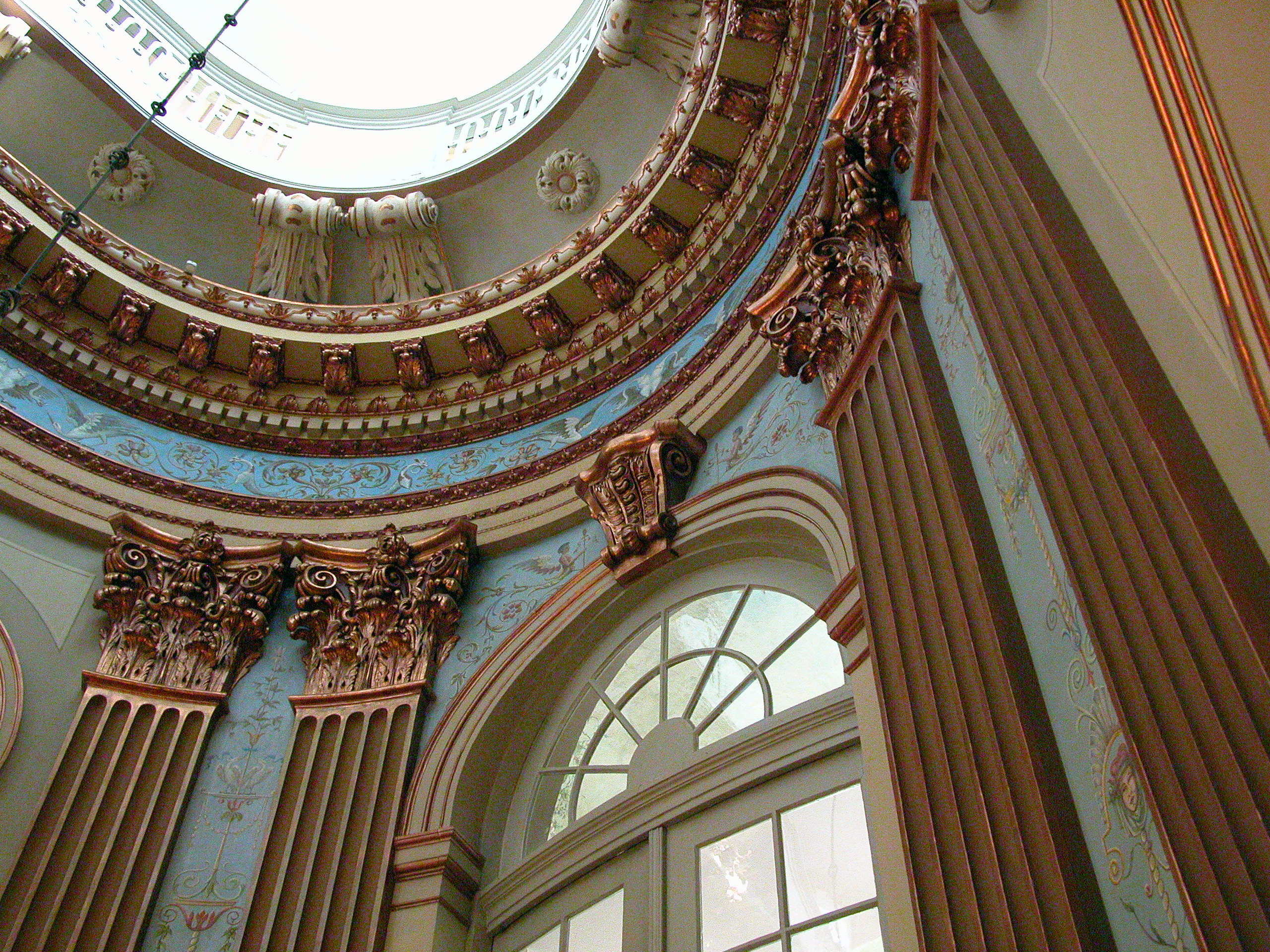
Wand- und Deckenverzierungen

Das Schlossgelände befindet sich längs der Wolfenbütteler Straße. Das Gebäude im Stil des klassizistischen französischen Barocks (Louis-seize) hat als Grundriss ein über Eck gestelltes Quadrat. An der Diagonalen sind die Repräsentationsräume zu finden, seitlich davon die Privatgemächer mit Mezzaningeschoss. Die Fassade gliedert sich in Sockel-, Pilaster- und Gebälkbereich mit Brüstungsattika. Vorgewölbte Risalite und Freitreppen betonen die jeweiligen Enden der Hauptachse.
Gegenüber den ursprünglichen Entwürfen wurden Balustrade, Treppen und Dach im Laufe der Zeit nachträglich verändert. So ließ der Architekt Christian Gottlob Langwagen zum Beispiel bereits 1785 zur Verbesserung des Lichteinfalls im Mittelteil des Gebäudes auf dem Dach eine Laterne mit zwölf Fenstern anbringen.
Im Jahre 1925 mietete der Inhaber der Blechwarenfabrik F. Ch. Unger & Sohn, Bernhard Römmert, das Schloss und kümmerte sich um Erhalt und Pflege des historischen Bauwerkes, welches 1935 mit dem gesamten Anwesen von der Stadt Braunschweig erworben wurde, nachdem Herzog Ernst August auf die eigene Nutzung verzichtet hatte. Mit dem Kauf waren die Bedingungen verbunden, das Schloss niemals baulich zu verändern und den Park nicht zu bebauen. Seit 1945 wird das Gebäude für öffentliche Veranstaltungen genutzt. Die aus dem 18. Jahrhundert stammenden Malereien in den Innenräumen wurden von 1977 bis 1981 restauriert.

## Parkanlage

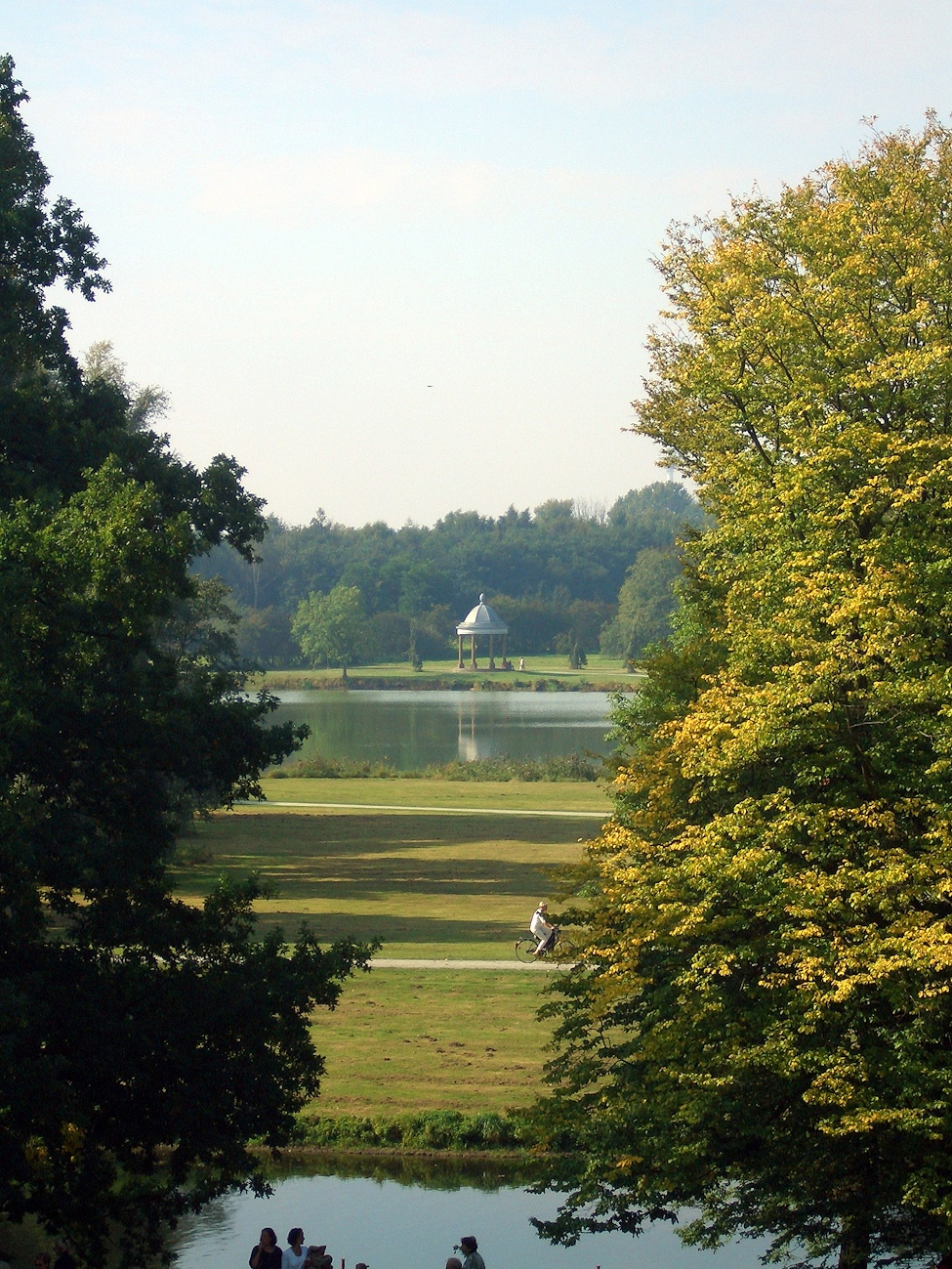
Blickachse vom Schloss Richtung Spielmannsteich mit Säulentempel (2005)

Der Park wurde zusammen mit dem Schloss 1768 im Stil eines klassischen englischen Landschaftsgartens angelegt. Zusammen mit dem Wörlitzer Park zählt er zu den frühesten Landschaftsgärten in Norddeutschland. Seit 1968 ist die Parkanlage Landschaftsschutzgebiet.
Der Entwurf stammt von einem der renommiertesten englischen Gartenarchitekten Lancelot „Capability“ Brown und ähnelt in Struktur und Details dem königlichen Richmond Park in Kew (London). Eine Besonderheit der Parkanlage sind die großen Blickachsen, die vom Schloss aus weit ins Land reichen. Browns Absicht war es, eine möglichst ruhige, malerisch wirkende Idealdarstellung eines Landschaftsgemäldes zu erschaffen.
Im Laufe der Jahre wurde auch hier der ursprüngliche Entwurf verändert und dem Geschmack der jeweiligen Epoche angepasst. Nach 1785 wurden am Fuße des Schlosses ein Rundtempel und am Südhang eine Einsiedelei errichtet, die aber bereits 1850 nicht mehr existierten.
Ab 1830 ließ Herzog Wilhelm den Park von Hofgärtner Johann Christian Burmester wesentlich erweitern. So kamen zwischen 1833 und 1838 weitere Gebäude hinzu: die Herzogliche Villa und „Williams Castle“ (nicht mehr existent). Darüber hinaus wurde der Kennelteich mit einer großen Badeinsel angelegt, die von einem kleinen Okerhafen aus mit einem Kahn erreicht werden konnte.
Der Park wurde später auch Richtung Charlottenhöhe ausgedehnt. Dort wurde 1842 ein Rundtempel aufgestellt, der bei dem 1832 abgebrochenen Schloss Antoinettenruh gelegen war. Er wurde 1873 zum Okerufer unterhalb des Schlosses versetzt, wo er bis in die 1930er Jahre gestanden hat.
Der seit 1964 für die Öffentlichkeit zugängliche heute knapp vier Hektar große Park war nach dem Ende des Zweiten Weltkrieges stark vernachlässigt worden. Er wurde deshalb ab 1987 nach den historischen Originalplänen rekonstruiert.
Das unterhalb des Schlosses gelegene Gelände rund um den Spielmannsteich wurde landschaftsgärtnerisch in die Parkanlage integriert. Im Jahr 2000 wurde ein ursprünglich aus Salzdahlum stammender achtsäuliger Rundtempel der Stadt Braunschweig gestiftet, von der Braunschweiger Handwerkerschaft restauriert und am Westende des Spielmannsteichs errichtet.

## Sonstiges

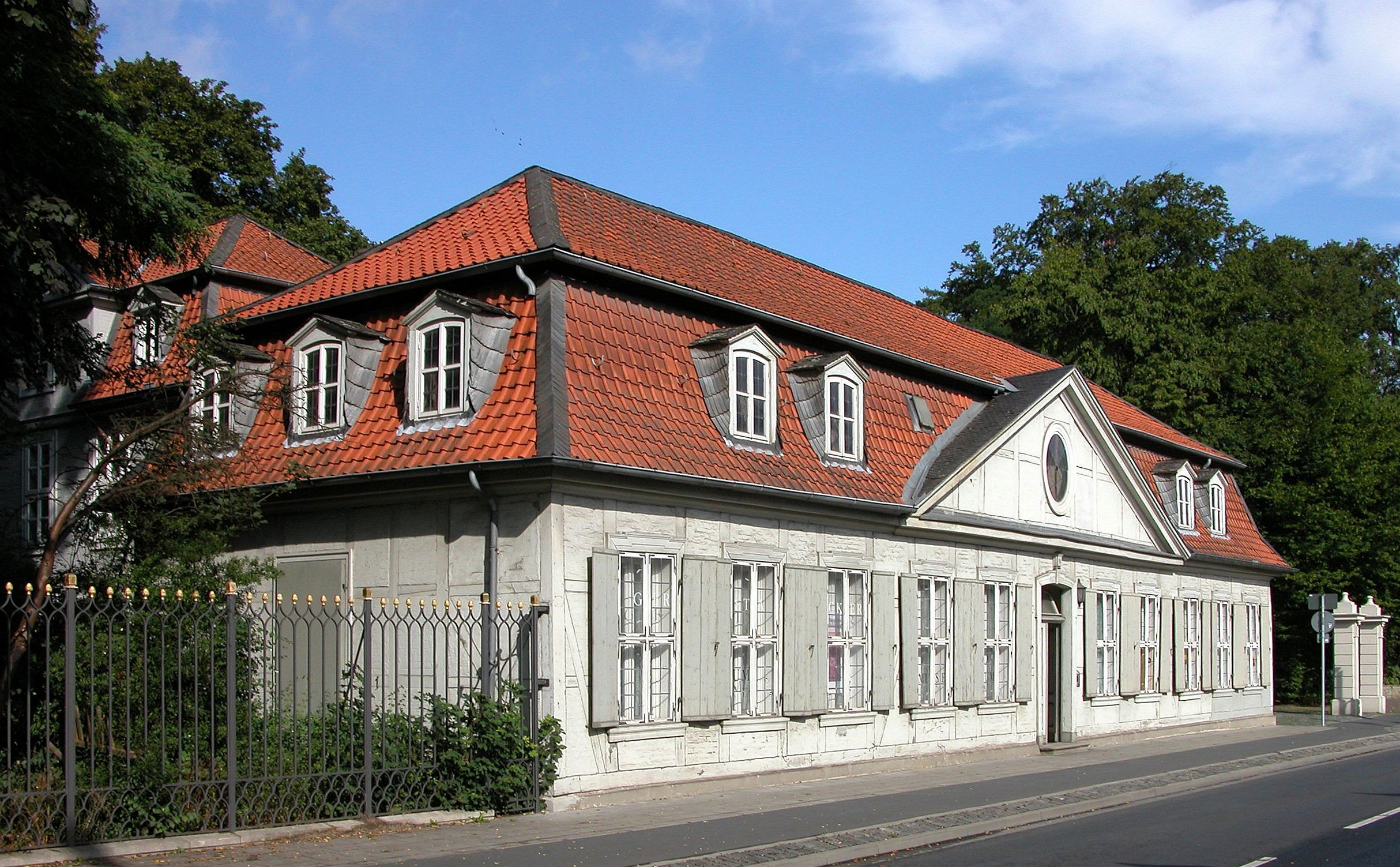
Das Gerstäcker-Museum

Das Schloss ist nicht täglich geöffnet und kann nur im Rahmen einer Führung besichtigt werden. Es werden nur die Repräsentationsräume im Erdgeschoss (die drei auf der diagonalen Sichtachse und zur Gartenseite beiderseits zwei kleinere Räume) gezeigt, weil das Obergeschoss privat bewohnt ist.
Die volkstümliche Bezeichnung Feldschlößchen gab 1871 den Namen für die Brauerei Feldschlößchen. Ein Braunschweiger Braugeselle nahm den Namen in die Schweiz mit und gründete 1876 in Rheinfelden (Aargau) die Brauerei zum Feldschlösschen, heute Feldschlösschen Getränke.
Im ehemaligen Wach- und Küchenhaus befand sich von 1982 bis 2016 das von Thomas Ostwald geleitete Gerstäcker-Museum.

## Literatur

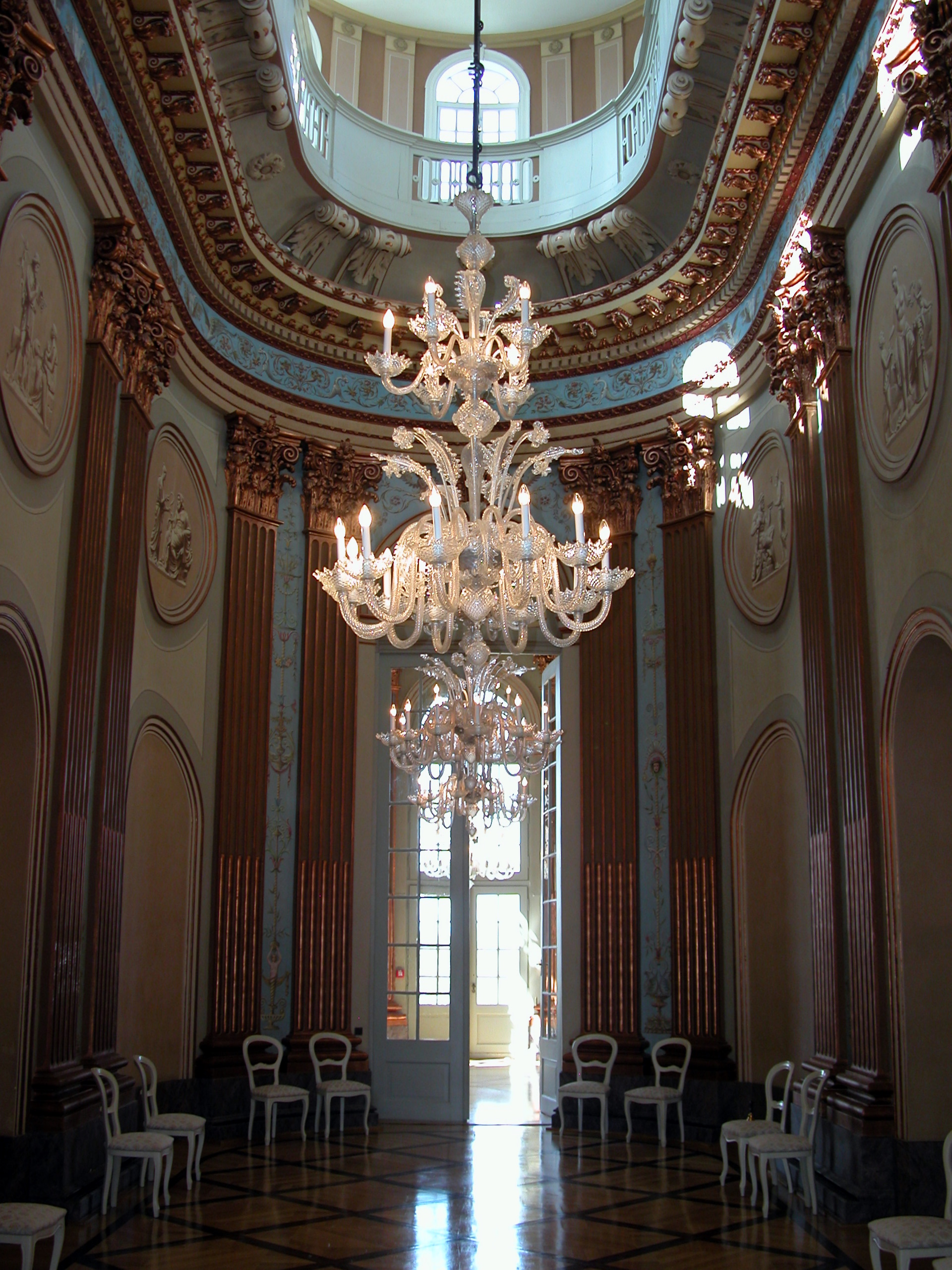
Zentraler Raum